# Pietro Lanza di Trabia
Pietro Lanza Branciforte Galeotti, XI principe di Trabia (Firenze, 18 agosto 1862 – Palermo, 16 ottobre 1929), è stato un nobile e politico italiano.

## Biografia
Nacque a Firenze il 18 agosto 1862 da Giuseppe, X principe di Trabia (1833-1868), e dalla di lui consorte la nobildonna fiorentina Sofia Galeotti (1839-1936), Dama di Palazzo della Regina d'Italia, di cui era il primo di tre figli. Poco dopo la nascita, si stabilì con la famiglia a Palermo nella Villa Trabia, e nel 1868, ancora bambino succedette nei numerosi titoli nobiliari al padre, morto prematuramente in quell'anno durante un soggiorno a Monaco di Baviera.
Laureato in giurisprudenza, il Principe di Trabia si diede alla politica iniziando come consigliere comunale di Palermo, e nel 1892 si candidò tra le file della Destra storica alle elezioni politiche per la Camera dei Deputati, nel collegio elettorale di Palermo III, ed avendo ottenuto 1.508 preferenze riuscì a farsi eleggere. Alle successive elezioni del 1895, oltre che al collegio Palermo III, si candidò anche in quello di Serradifalco dove fu sconfitto da Giovanni Roxas, ma ottenne rielezione con quello della sua città con 1.087 preferenze. In seguito si ricandidò al medesimo collegio per le successive legislature e rieletto, fino al 1909, restando a Montecitorio fino al 1913, in cui ebbe la nomina a Senatore del Regno d'Italia.
Nel 1898, fu tra i soci fondatori della Società Cantieri Navali Bacini e Stabilimenti Meccanici Siciliani, promossa dai Florio.
Morì a Palermo il 16 ottobre 1929, all'età di 67 anni. Essendogli premorti i tre figli maschi Giuseppe, Ignazio e Manfredi, gli succedette nei titoli il fratello minore Ottavio, duca Lanza Branciforte.

### Matrimoni e discendenza
Pietro Lanza Branciforte, XI principe di Trabia, nel 1885 sposò la borghese Giulia Florio d'Ondes, figlia dell'armatore Ignazio e della baronessa Giovanna d'Ondes Trigona, da cui ebbe i seguenti figli:
- Giuseppe (1889-1927), che fu diplomatico e deputato;
- Ignazio (1890-1917), tenente nel 9º Reggimento "Lancieri di Firenze", chiese poi di passare in aviazione e morì in combattimento aereo; meritò ben tre Medaglie d'argento al Valore Militare;
- Manfredi (1894-1918), tenente del Reggimento "Piemonte Reale", ferito una prima volta nel 1915, meritando la Medaglia d'argento al valor militare, fu nominato addetto militare al Comitato interalleato permanente di Versailles; quando volle tornare al fronte, morì in azione;
- Sofia (1896-1984), confermata principessa di Leonforte con Decreto Ministeriale del 20 novembre 1927, sposata con Giangiacomo Borghese, nobile dei Principi Borghese;
- Giovanna Lanza (1897-1985), sposata con Ugo Moncada Valguarnera, principe di Paternò.